# Гоголін (місто)
Гоголін (пол. Gogolin) — місто в південно-західній Польщі.
Належить до Крапковіцького повіту Опольського воєводства.

## Демографія
Демографічна структура станом на 31 березня 2011 року:
|          | Загалом | Допрацездатний вік | Працездатний вік | Постпрацездатний вік |
| -------- | ------- | ------------------ | ---------------- | -------------------- |
| Чоловіки | 3165    | 599                | 2211             | 355                  |
| Жінки    | 3347    | 517                | 2130             | 700                  |
| Разом    | 6512    | 1116               | 4341             | 1055                 |

## Міста-побратими
- Schongau, Німеччина
- Jablunkov, Чехія
- Звежинець, Польща